# Izobutanol
Isobutanol (IUPAC: 2-metil-1-propanol) je organsko jedinjenje sa formulom (. Ova bezbojna, zapaljiva tečnost sa karakterističnim mirisom se uglavnom koristi kao rastvarač. Njegovi izomeri su n-butanol, 2-butanol, i tert-butanol, svi od kojih su industrijski značajni.

## Proizvodnja
Isobutanol se proizvodi karbonilacijom propilena. Dva methoda se koriste u industriji, hidroformilacija se češće primenjuje. Ona formira smešu normalnog i izobutiraldehida, koji se hidrogenišu do alkohola i zatim razdvajaju. Repova karbonilacija se takođe koristi.

## Spoljašnje veze
- Internacionalna karta hemijske bezbednosti 0113
- Džepni vodič hemijskih hazarda 0352
- Ekološki zdravstveni kriterijum 65: Butanols: four isomers